# Macromeracis similis
Macromeracis similis är en tvåvingeart som först beskrevs av Günther Enderlein 1921.  Macromeracis similis ingår i släktet Macromeracis och familjen vapenflugor. Inga underarter finns listade i Catalogue of Life.